# Dionysios Tsokos
Dionysios Tsokos (griechisch Διονύσιος Τσόκος; * 1820 in Zakynthos; † 1862 in Athen) war ein bedeutender griechischer Maler und einer der ersten griechischen Nationalmaler nach der osmanischen Befreiung.

## Leben
Tsokos entstammte einer epirotischen Familie. Malunterricht erhielt er erstmals durch Nikolaos Kantounis. Im Jahre 1844 ging er nach Venedig um seine künstlerischen Fähigkeiten zu vertiefen. Dort war er Schüler von Ludovico Lipparini. Er malte zunächst Porträts und später auf Anregung Lipparinis auch Bilder mit historischen Themen. Im Jahre 1845 nahm er mit einem Frauenporträt an einer öffentlichen Ausstellung der Accademia di Belle Arti di Venezia von Venedig teil. Sein Bild erhielt gute Kritiken und sein Name fand erstmals Erwähnung in einer italienischen Zeitung.
1847 kehrte er nach Griechenland zurück und ging nach Athen. Dort beschäftigte er sich in seinen Werken weiter mit historischen Themen. Es entstanden Werke wie «Flucht aus Parga» (1849), «Der Eid der Mitglieder der Philike Hetaireia» (1849), «Die Ermordung Kapodistrias» (1850) u. a. Zwischen 1850 und 1860 malte er auf Bestellung Porträts bedeutender griechischer Persönlichkeiten sowie Porträts der Professoren der Universität Athen. Im Jahre 1856 wurde er zum Professor für Malerei ernannt. Im gleichen Jahr beeindruckte er die Kunstkritiker mit seinen Porträt-Bildern.
Dionysios Tsokos starb 1862 unter ungeklärten Umständen. Seine Werke, insbesondere Themen des griechischen Befreiungskrieges, Porträts und Hagiographien, verbinden Elemente der damaligen akademischen Malerei Italiens mit Elementen der Malschule der Ionischen Inseln. Er gilt als einer der Vorreiter der Malerei im neuen Griechenland.

Werke von Dionysios Tsokos
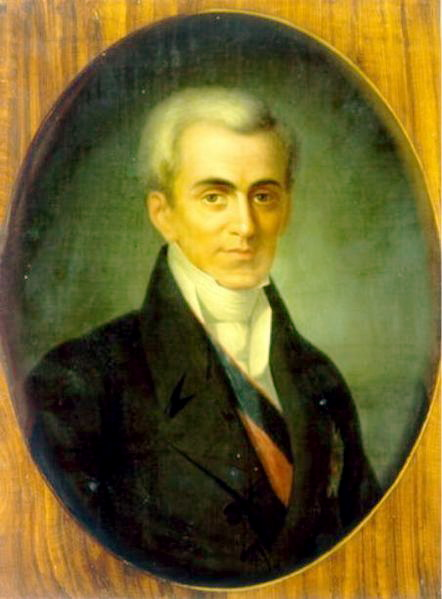
Ioannis Kapodistrias
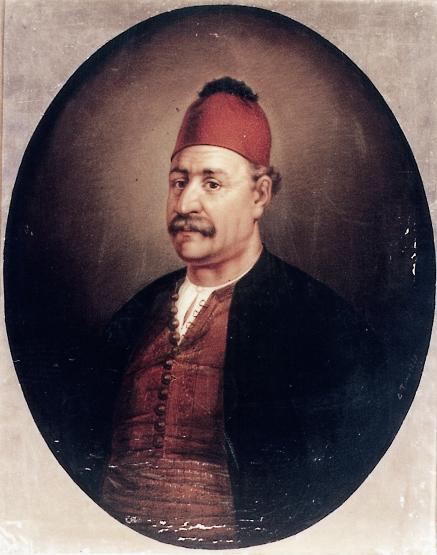
Andreas Miaoulis
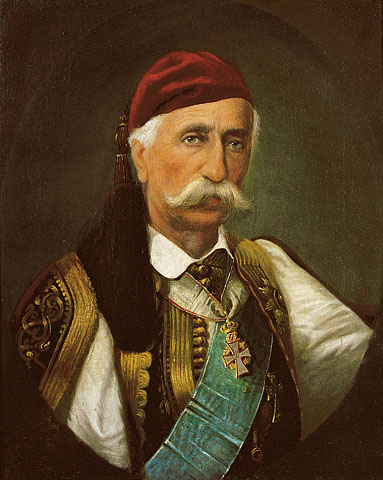
Thrasivoulos Zaimis
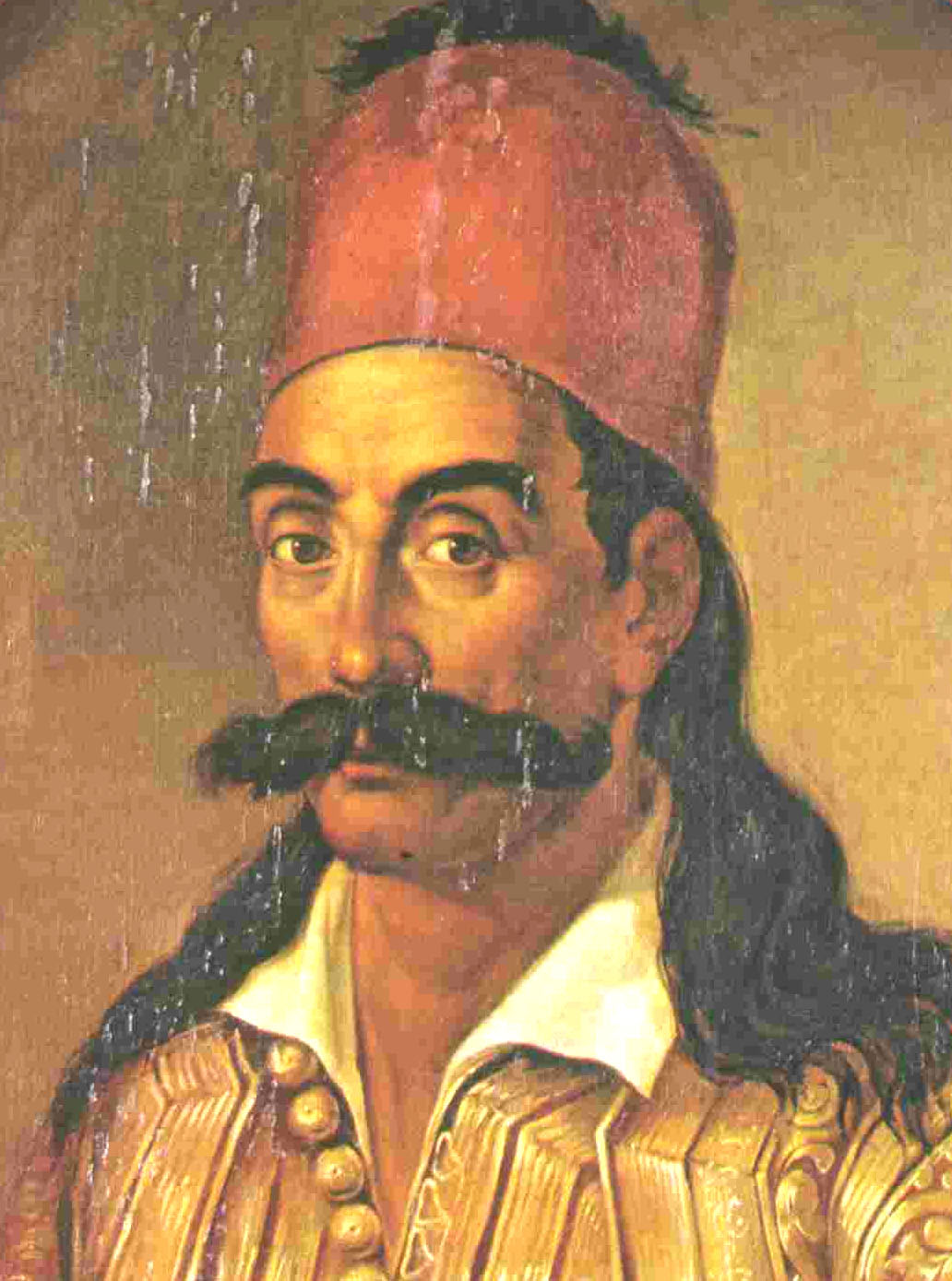
Georgios Karaiskakis
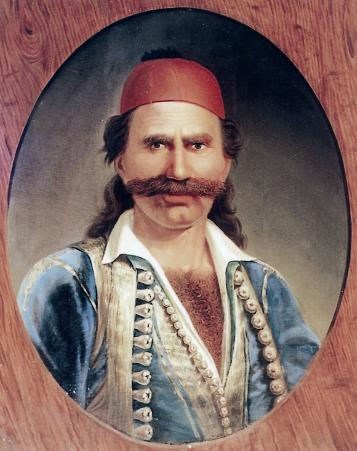
Odysseas Androutsos
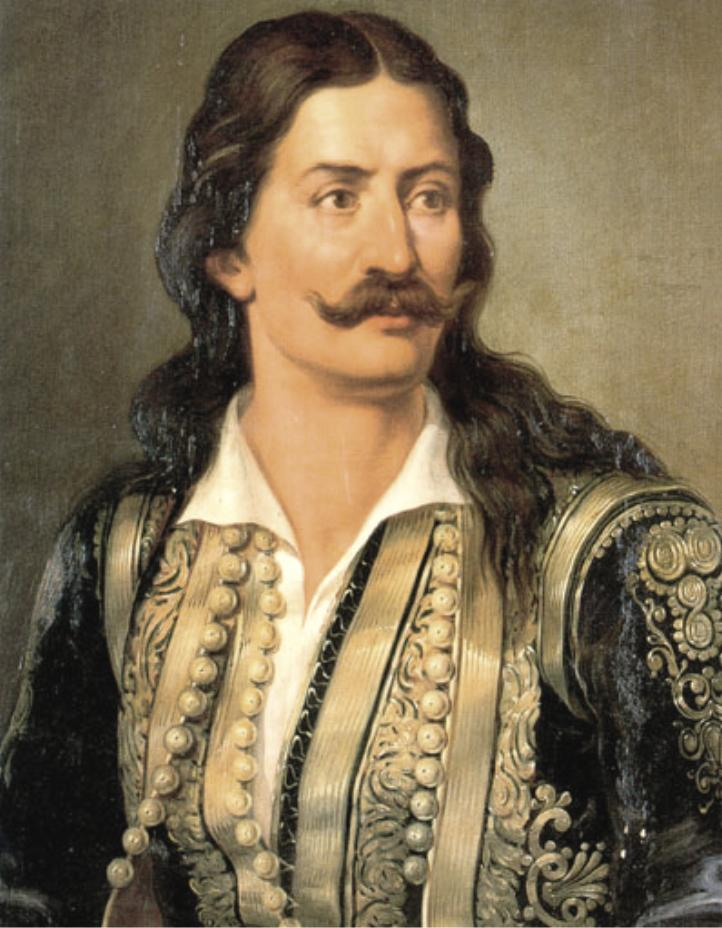
Athanasios Diakos
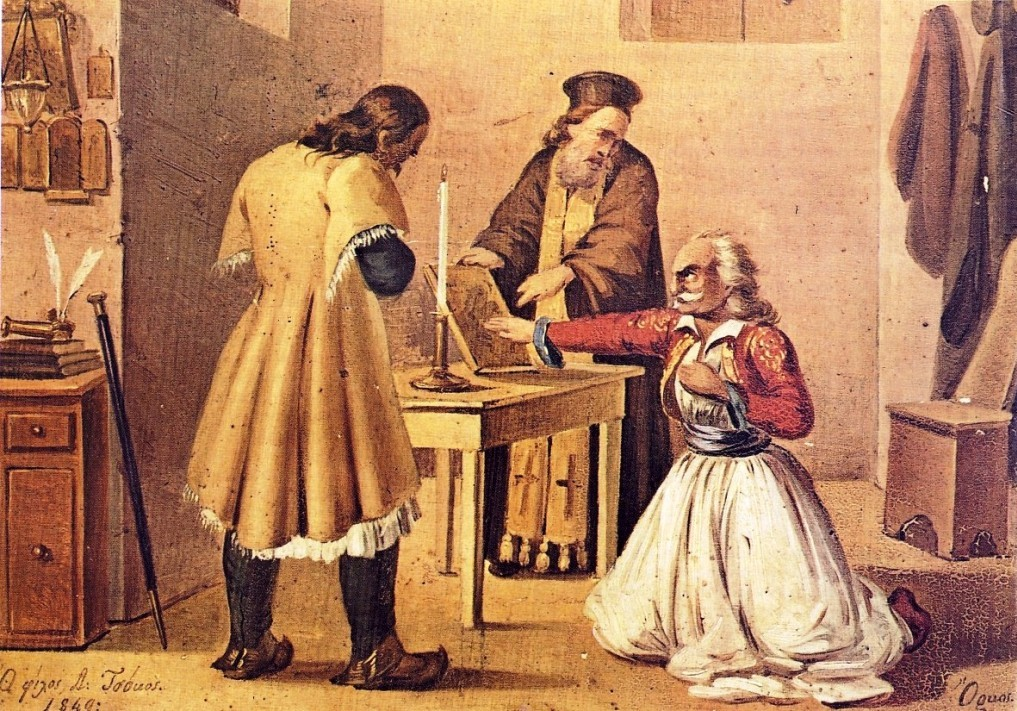
Der Eid der Philhellenen
Die Flucht aus Parga
Die Ermordung des Kapodistrias
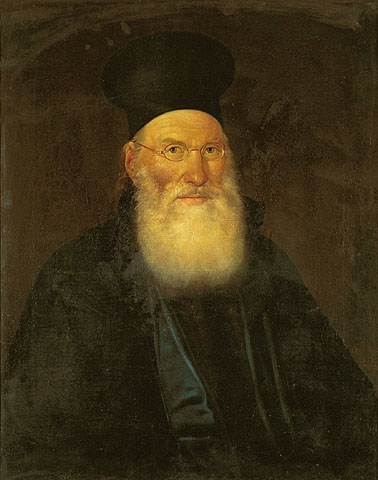
Theoklitos Farmakidis